# Eilandje (Antwerpen)
Eilandje (în română Insulița) este un cartier din nordul orașului belgian Antwerpen. Zona își datorează numele faptului că anterior era complet înconjurată de cursuri de apă și canale, iar astăzi de râul Schelde, de docuri și de port. Eilandje și canalele de legătură cu marea, Brouwersvliet, Timmervliet și Middelvliet, au fost construite de speculantul de terenuri și dezvoltatorul imobiliar Gilbert van Schoonbeke (1519-1556). Ulterior, Eilandje a fost delimitat la sud prin construcția docurilor Bonaparte și Willem. Și mai târziu, Eilandje a fost complet izolat ca o „insuliță” prin realizarea docurilor Kattendijk, Asia, Kempisch, Hout și Kattendijksluis.

## Toponimie
Înainte de 1869, zonele locuite din Eilandje erau cunoscute drept Nieuwstad (în română Orașul nou), respectiv Boerenkwartier (în română Cartierul țăranilor). Odată cu construcția, în 1869, a Docului de Legătură, cartierul de locuințe de pe străzile Amsterdamstraat și Rijnkaai a devenit practic unul situat pe o insulă delimitată de docurile Willem, Bonaparte, Bonapartesluis, Schelde, Kattendijksluis, Sas, Kattendijk și Docul de Legătură, astfel încât a primit rapid numele de „Insula” (în neerlandeză Het Eiland, prescurtat colocvial 't Eiland). Pentru a evita confuzia cu Thailanda (în neerlandeză pronunțiile „'t Eiland” și „Thailand” sunt asemănătoare), porecla cartierului a fost schimbată în „'t Eilandje”. Ulterior, folosirea numelui a fost extinsă pentru a include noile insule Droogdokken și Mexico, precum și peninsulele (spre exemplu Cadixwijk) din vechea zonă portuară situată la sud de axa Ecluza Royers–Canalul Albert. Mai târziu, alte părți ale fostei așezări Nieuwstad construite de Gilbert Van Schoonbeke la nord de canalul Brouwersvliet au devenit și ele subunități ale cartierului Eilandje.